# Liste des lieux patrimoniaux du Labrador
Cet article recense les lieux patrimoniaux du Labrador inscrits au répertoire des lieux patrimoniaux du Canada, qu'ils soient de niveau provincial, fédéral ou municipal.

## Liste
- Haut – A
- B
- C
- D
- E
- F
- G
- H
- I
- J
- K
- L
- M
- N
- O
- P
- Q
- R
- S
- T
- U
- V
- W
- X
- Y
- Z
- 0-9

| [ 1 ] | Lieu patrimonial                            | Illustration                                | Municipalité           | Adresse | Coordonnées      | No    | Constr. | Prot.                                          | Rec. | Notes |
| ----- | ------------------------------------------- | ------------------------------------------- | ---------------------- | ------- | ---------------- | ----- | ------- | ---------------------------------------------- | ---- | ----- |
| F     | Arrondissement historique de Battle Harbour | Arrondissement historique de Battle Harbour | Battle Harbour         |         | 52.274 -55.5854  | 3453  | 1950    | LHN                                            | 1997 |       |
| P     | Bunkhouse/Cookhouse                         | Bunkhouse/Cookhouse                         | Battle Harbour         |         | 52.2607 -55.6    | 10844 | 1900    | Registered Heritage Structure                  | 2008 |       |
| P     | Grenfell Cottage                            | Grenfell Cottage                            | Battle Harbour         |         | 52.2607 -55.6    | 10846 |         | Registered Heritage Structure                  | 2008 |       |
| P     | Isaac Smith House                           | Isaac Smith House                           | Battle Harbour         |         | 52.2607 -55.6    | 10845 |         | Registered Heritage Structure                  | 2008 |       |
| P     | St. James Anglican Church                   | St. James Anglican Church                   | Battle Harbour         |         | 52.2607 -55.6    | 2137  | 1857    | Registered Heritage Structure                  | 1991 |       |
| P     | Pye House                                   | Téléverser                                  | Cape St. Charles       |         | 52.2167 -55.6333 | 2141  | 1860    | Registered Heritage Structure                  | 2003 |       |
| P     | Louie A. Hall                               | Louie A. Hall                               | Forteau                |         | 51.4729 -56.9546 | 2193  | 1946    | Registered Heritage Structure                  | 1994 |       |
| F     | Bâtiment 1081                               | Téléverser                                  | Happy Valley-Goose Bay |         | 53.2951 -60.3762 | 10648 | 1954    | ÉFP reconnu                                    | 2004 |       |
| F     | Bâtiment 1082                               | Téléverser                                  | Happy Valley-Goose Bay |         | 53.2951 -60.3762 | 10651 | 1954    | ÉFP reconnu                                    | 2004 |       |
| F     | Bâtiment 1090                               | Téléverser                                  | Happy Valley-Goose Bay |         | 53.2951 -60.3762 | 10709 | 1953    | ÉFP reconnu                                    | 2004 |       |
| F     | Hangar 8 de l'Aviation royale du Canada     | Téléverser                                  | Happy Valley-Goose Bay |         | 53.298 -60.3527  | 10795 | 1955    | ÉFP reconnu                                    | 2004 |       |
| F     | Mission de Hebron                           | Mission de Hebron                           | Hebron                 |         | 58.199 -62.6273  | 9620  | 1837    | LHN                                            | 1976 |       |
| P     | Hopedale Moravian Mission Complex           | Téléverser                                  | Hopedale               |         | 55.4579 -60.2121 | 19225 |         | Registered Heritage Structure                  | 2011 |       |
| F     | Mission de Hopedale                         | Mission de Hopedale                         | Hopedale               |         | 55.4579 -60.2121 | 11597 | 1893    | LHN                                            | 1970 |       |
| F     | L'Anse Amour                                | L'Anse Amour                                | L'Anse-Amour           |         | 51.4804 -56.8663 | 14130 |         | LHN                                            | 1978 |       |
| F     | Phare                                       | Phare                                       | L'Anse-Amour           |         | 51.4572 -56.8597 | 14863 | 1857    | ÉFP classé                                     | 1987 |       |
| F     | Phare de Point-Amour                        | Phare de Point-Amour                        | L'Anse-Amour           |         | 51.4572 -56.8597 | 20377 | 1857    | PP                                             | 2015 |       |
| P     | White Elephant Building                     | Téléverser                                  | Makkovik               |         | 55.0911 -59.1746 | 2146  | 1915    | Registered Heritage Structure                  | 2000 |       |
| M     | Grenfell Shed and Wharf                     | Grenfell Shed and Wharf                     | Mary's Harbour         |         | 52.3117 -55.8378 | 5747  | 1930    | Municipal Heritage Building, Structure or Land | 2006 |       |
| P     | Moravian Church                             | Moravian Church                             | Nain                   |         | 56.5462 -61.6923 | 15662 |         | Registered Heritage Structure                  | 2009 |       |
| P     | Richard (Dick) White’s Trading Post         | Téléverser                                  | Nain                   |         | 56.7167 -61.7333 | 2277  | 1912    | Registered Heritage Structure                  | 1993 |       |
| F     | Okak                                        | Téléverser                                  | Okak                   |         | 57.5648 -61.9809 | 14408 |         | LHN                                            | 1978 |       |
| F     | Red Bay                                     | Red Bay                                     | Red Bay                |         | 51.7332 -56.4283 | 14409 | 1620    | LHN                                            | 1979 |       |
| P     | Hudson's Bay Company Net Loft               | Hudson's Bay Company Net Loft               | Rigolet                |         | 54.1833 -58.4333 | 2235  | 1876    | Registered Heritage Structure                  | 1997 |       |